# Perognathus
Perognathus — рід ссавців, гризун з родини Гетеромісові (Heteromyidae) підряду Бобровиді (Castorimorpha).

## Поширення
Живуть у Північній Америці (від південної Канади через США до північної Мексики).

## Морфологія
Голова і тулуб довжиною 60—90 мм, хвіст довжиною 45—100 мм, вага 7—28 гр.
Забарвлення верхньої частини тіла від блідо жовтого до темно-сірого, низ від жовтувато-коричневого до білого кольору. Це невеликі тварини з м'яким хутром, довгими хвостами, і маленькими лапами в порівнянні з іншими представниками родини. Підошви задніх лап вкриті волоссям. Задні кінцівки не значно довші від передніх. Ці тварини мають довгі кігті, які використовуються для риття нір і просіювання піщаних субстратів для пошуку насіння. Вони переносять насіння у великих защічних сумках.

## Життя
Ведуть нічний спосіб життя і знаходяться в низинних посушливих місцях проживання. Основою раціону є різноманітне зерно, яке часто тварина запасає в норах. Рослинний і тваринний матеріал також ідуть в їжу. П'ють воду зрідка, якщо будь-коли п'ють; вологу отримують з їжею. Не впадають у зимову сплячку але впадають у заціпеніння і залишаються в своїх норах протягом тривалих періодів часу.
У роки багаті на їжу, самиці мають два виводки на рік, у дуже бідні роки лише одна з трьох самиць вагітніє. Вагітність Perognathus parvus триває 21—25 днів, середній розмір виводку 3.7. Один зразок Perognathus longimembris жив 8.3 роки в лабораторії.